# Acrocomia glaucescens
Acrocomia glaucescens är en enhjärtbladig växtart som beskrevs av Lorenzi. Acrocomia glaucescens ingår i släktet Acrocomia och familjen Arecaceae. Inga underarter finns listade i Catalogue of Life.